# Pierre Fauchard
Pierre Fauchard, nascut el 2 de gener de 1679 a Bois Béranger a Saint-Denis-de-Gastines, i mort el 21 de març de 1761 a París, fou un cirurgià dental francès, considerat el pare de la cirurgia dental moderna.

## Biografia
Fill del teixidor Gilles Fauchard , i de Mathurine Germain  , després d'haver estat estudiant cirurgià, el trobem l'any 1696 a Angers, on ja exercia la professió de cirurgià dental.

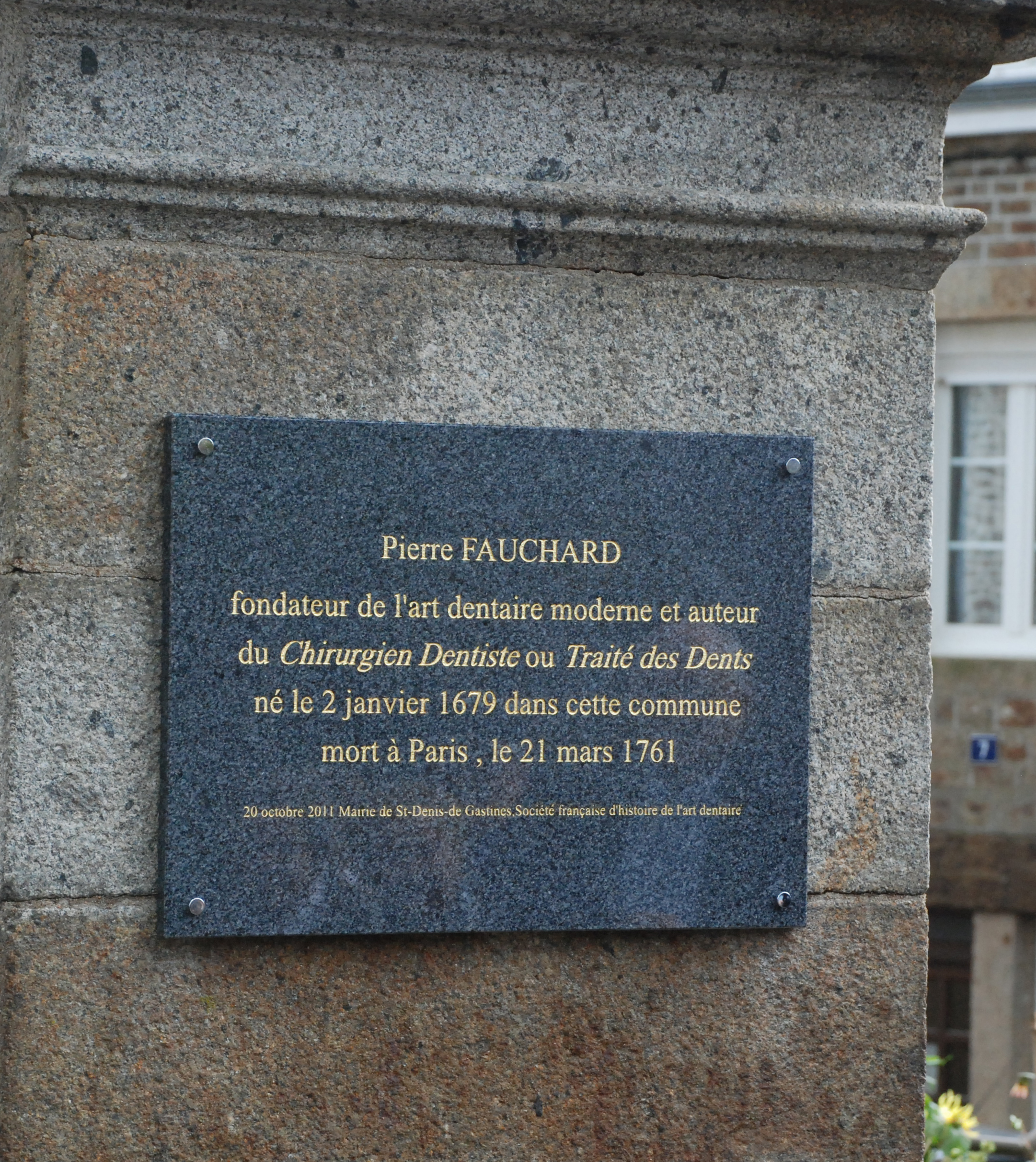
Commemoració del naixement de Pierre Fauchard, a Saint-Denis-de-Gastines, 20 d'octubre de 2011.

En el prefaci de la seva obra, escriu que va seguir una formació al Servei de Salut Naval, amb Alexandre Poteleret, cirurgià major de les naus del rei, que era especialista en malalties dentals, però cap document conegut ho testimonia. Jean Angot suggereix que Fauchard va obtenir el títol d'expert en dents abans de 1708, després de cirurgià el 1711 o 1712. A partir d'aleshores, va treballar, com era costum a l'època, de manera itinerant per tota França i va obrir una botiga el 1718, rue des Fossés-Saint-Germain-des-Prés .
Arribat a París cap al 1718, va adquirir una gran fama. Amb la publicació, l'any 1728, del seu tractat titulat El cirurgià dental, o Tractat de les dents .
Després d'haver destacat la tècnica de fresat en cirurgia dental, recomana l'ús d'empastaments per omplir cavitats i així limitar els residus alimentaris que s'hi poden enganxar. També recomana, seguint l'ús actual des de l'Antiguitat, col·lutoris, matí i vespre, amb orina. Com que un dels compostos químics presents a l'orina és l'amoníac, era beneficiós per als pacients que patien mal de queixal.
Durant els seu anys d'activitat, va formar diversos dentistes, com era costum, el seu fill, el seu nebot Gaillard-Courtois, Gaulard i sobretot el seu cunyat Laurent Tugdual-Duchemin, a qui considerava « el seu únic alumne » .
El 17 août 1729, es va casar amb Élisabeth Guillemette Chemin, d'una família de la Comédie-Française. Van tenir un fils el 19 mars 1737, Jean-Baptiste, que esdevingué un actor famós sota el nom artístic de Grandmesnil. Després de la mort de la seva dona el 10 novembre 1739, es va casar amb la seva cosina segona, Louise Rousselot, el 5 juin 1747, però es van separar el 19 janvier 1751 .
El castell de Grand-Mesnil, que va comprar a Bures-sur-Yvette l'any 1734, constitueix avui l'annex de l'hospital d'Orsay.
El 1747, s'instal·là a la rue des Cordeliers, on morí el 1761. El seu soci, André Leroux de la Fonde (1724-1789), es va fer càrrec del seu negoci.

## El cirurgià dentiste

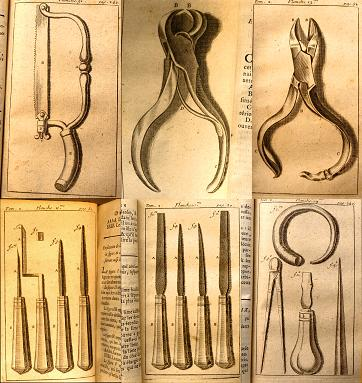
Instruments presentats a The Dental Surgeon.

Gran obra de Pierre Fauchard, El cirurgià dental, o Tractat de les dents, publicada l' 1728, és la primera compilació de coneixements de l'època en odontologia. Es considera que aquest llibre marca l'inici de l'odontologia moderna. Va tenir una segona edició l'any 1746, revisada, corregida i ampliada.
Fauchard no només descriu l'anatomia dental, sinó també les tècniques d'intervenció en diferents patologies, i presenta diversos instruments que va dissenyar. Cadascun d'aquests aspectes es tracta per separat en tres diferents parts :
- el primera part se centra en l'anatomia dental, el seu desenvolupament o fins i tot malalties que poden afectar tant a nens com a adults.
- la segona part  es dedica als diferents tractaments que l'autor ha realitzat amb èxit ;
- el tercera conté la descripció d'instruments quirúrgics, tècniques quirúrgiques i fins i tot pròtesis.

## Homenatges
Jean Lebel i Blatter van pintar el seu retrat, gravat per Jean-Baptiste Scotin.
- Museu d'Art Dental Pierre-Fauchard, ara tancat.
- El 19 septembre 2002 es va obrir a Pitié-Salpêtrière un servei d'accés a l'atenció bucodental per als més pobres.
- Es va emetre un segell postal,1L'1 de juliol de 1961 a París, amb un segell del primer dia, per celebrar el bicentenari de la mort de Pierre Fauchard [ 1 ] .
- El seu nom està inscrit en una placa commemorativa a la seva ciutat natal, Saint-Denis-de-Gastines, des del 20 octobre 2011 .

## Obra
- Le Chirurgien dentiste, ou Traité des dents (2 vol.) (en francès), 1746.